# 安芸区
安芸区（あきく）は、広島市を構成する8つの行政区のひとつ。

## 地理
1980年（昭和55年）4月1日に、広島市の政令指定都市移行と同時に設置。
広島市の東部に位置する。広島市内8区の中で最も人口が少ない区である。これは安芸郡海田町・熊野町・坂町も編入合併する予定だったからである。
合併で広島市に編入された旧安芸郡瀬野川町、旧安芸郡熊野跡村（現在の阿戸町）、旧安芸郡船越町、旧安芸郡矢野町の区域から成る。旧船越町に区役所があり、旧瀬野川町、旧熊野跡村、旧矢野町には安芸区役所の出張所が置かれている。
区域は安芸郡海田町によって分断されており、旧矢野町の区域が飛び地となっている。当該地区の人口は約32,000人であり、全国で最も人口の多い飛び地である。
東区、南区、安佐北区と接しており、東区、南区とともに安芸郡府中町を囲んでいる。1つの市で1つの町を囲んでいる全国で唯一の例である。
また矢野地区では都市部の様相を示しているが、瀬野川流域の中野地区や中野東地区では周囲を山々に囲まれ盆地状の地形を成しており、その周辺を阿戸地区、畑賀地区、瀬野地区といった小盆地集落が点在している。
- 二級河川
  - 矢野川
  - 瀬野川
- その他の河川
  - 宮下川
  - 入川
  - 的場川
  - 椛坂川
  - 熊野川
  - 畑賀川
  - 大藤川
- 山
  - 呉娑々宇山(682.2m)
  - 蓮華寺山(374m)
  - 絵下山(568.1m)

### 隣接する自治体・行政区
- 広島市 （東区、南区、安佐北区）
- 呉市
- 東広島市
- 安芸郡
  - 府中町
  - 海田町 : 安芸区役所と海田町役場は、海田市駅を挟んで1km程度（徒歩で20分程度）しか離れていない。役所間が1km程度しか離れていない事例は全国で数例しかない。
  - 熊野町
  - 坂町

### 町名
- 上瀬野地区 - 旧瀬野川町
  - 上瀬野
  - 上瀬野南
- 瀬野地区 - 旧瀬野川町
  - 瀬野
  - 瀬野西
  - 瀬野南
- 中野地区 - 旧瀬野川町
  - 中野
  - 中野東
- 畑賀地区 - 旧瀬野川町
  - 畑賀
- 阿戸地区 - 旧熊野跡村
  - 阿戸町
- 船越地区 - 旧船越町
  - 船越
  - 船越南
- 矢野地区 - 旧矢野町
  - 矢野西
  - 矢野東
  - 矢野南

#### ニュータウン・団地
- スカイレールタウンみどり坂
- みつぎ台団地
- 瀬野川団地
- 城平団地
- 平原団地
- 望ヶ丘団地
- さくら台団地
- 虹ヶ丘団地
- 安芸ヶ丘団地
- 鴨之巣団地
- 幸崎団地 ： 海田町に隣接、小学校のみ海田町立海田南小学校に通う
- 矢野ニュータウン
- 大磯団地
- 星ヶ丘団地
- 月ヶ丘団地
- 天神日広団地
- 神長日広団地
- 梅河団地
- 五月台団地 : 呉市に隣接、小学校・中学校は呉市立昭和北小学校・呉市立昭和北中学校に通う
- 寺屋敷団地 : 呉市に隣接、小学校・中学校は呉市立昭和北小学校・呉市立昭和北中学校に通う

## 人口の変遷
- 1980年　 65,775
- 1985年　 68,169
- 1990年　 70,039
- 1995年　 74,542
- 2000年　 75,435
- 2005年　 76,656
- 2010年　 78,789
- 2015年　 79,353
- 2020年　 78,967

## 公共施設

### 文化施設
- 図書館
  - 広島市立安芸区図書館
- 区民センター
  - 安芸区民文化センター
- スポーツ施設
  - 広島市安芸区スポーツセンター

主要な公園
- 絵下山公園（絵下山）
- 瀬野川公園

### 官公庁
- 広島市安芸区役所
  - 阿戸出張所
  - 中野出張所
  - 矢野出張所
  - 畑賀連絡所

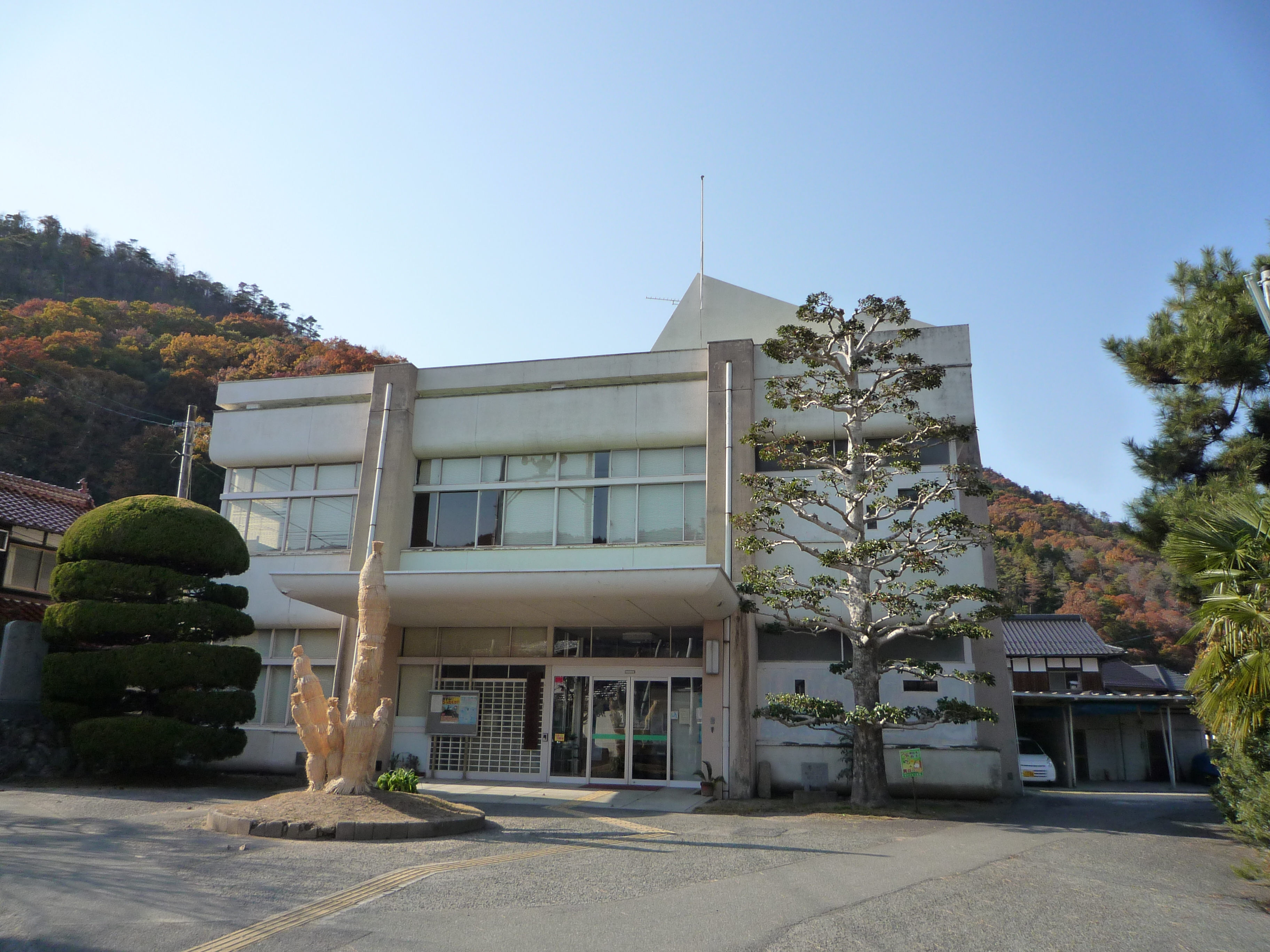
阿戸出張所
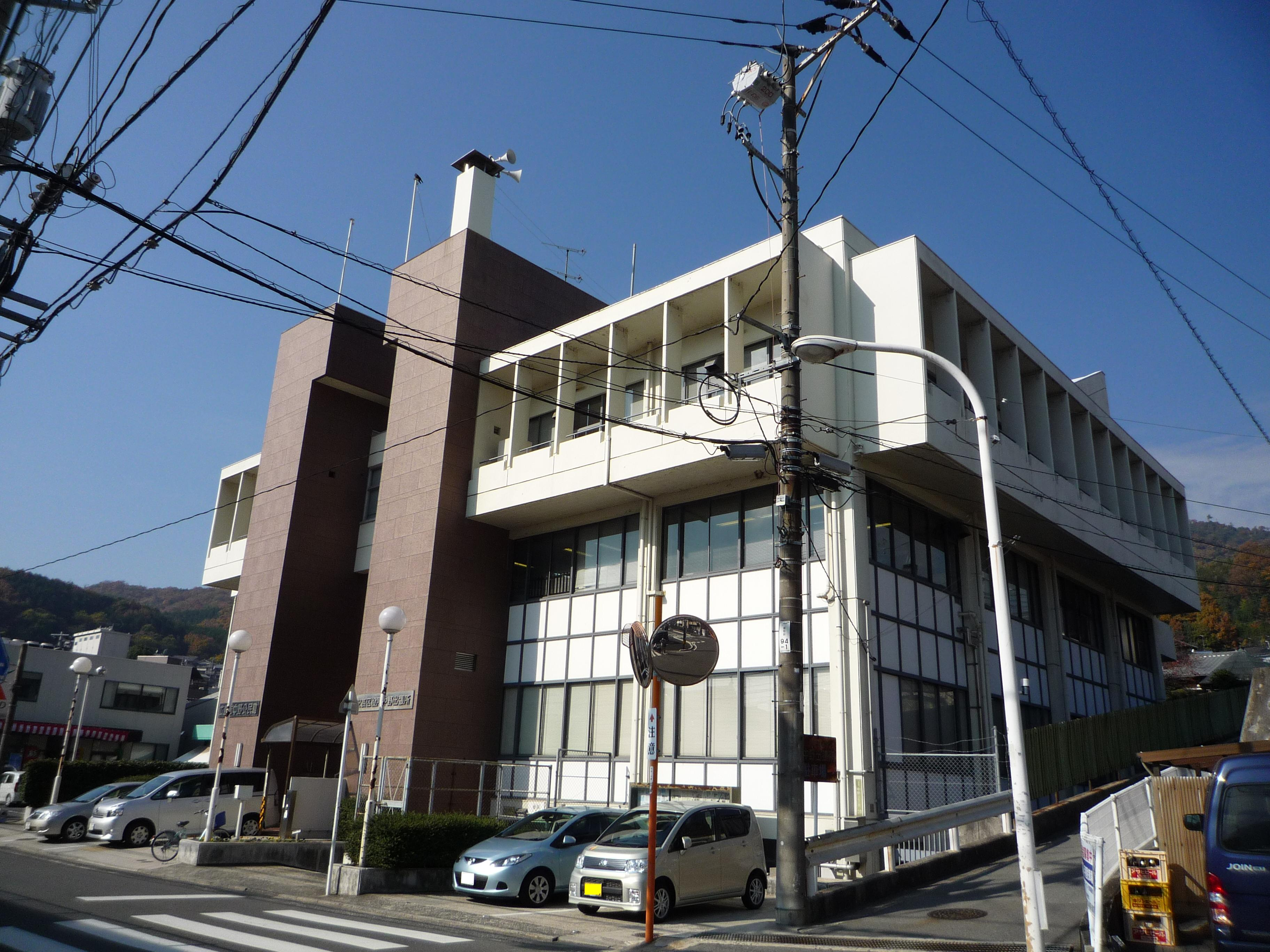
中野出張所
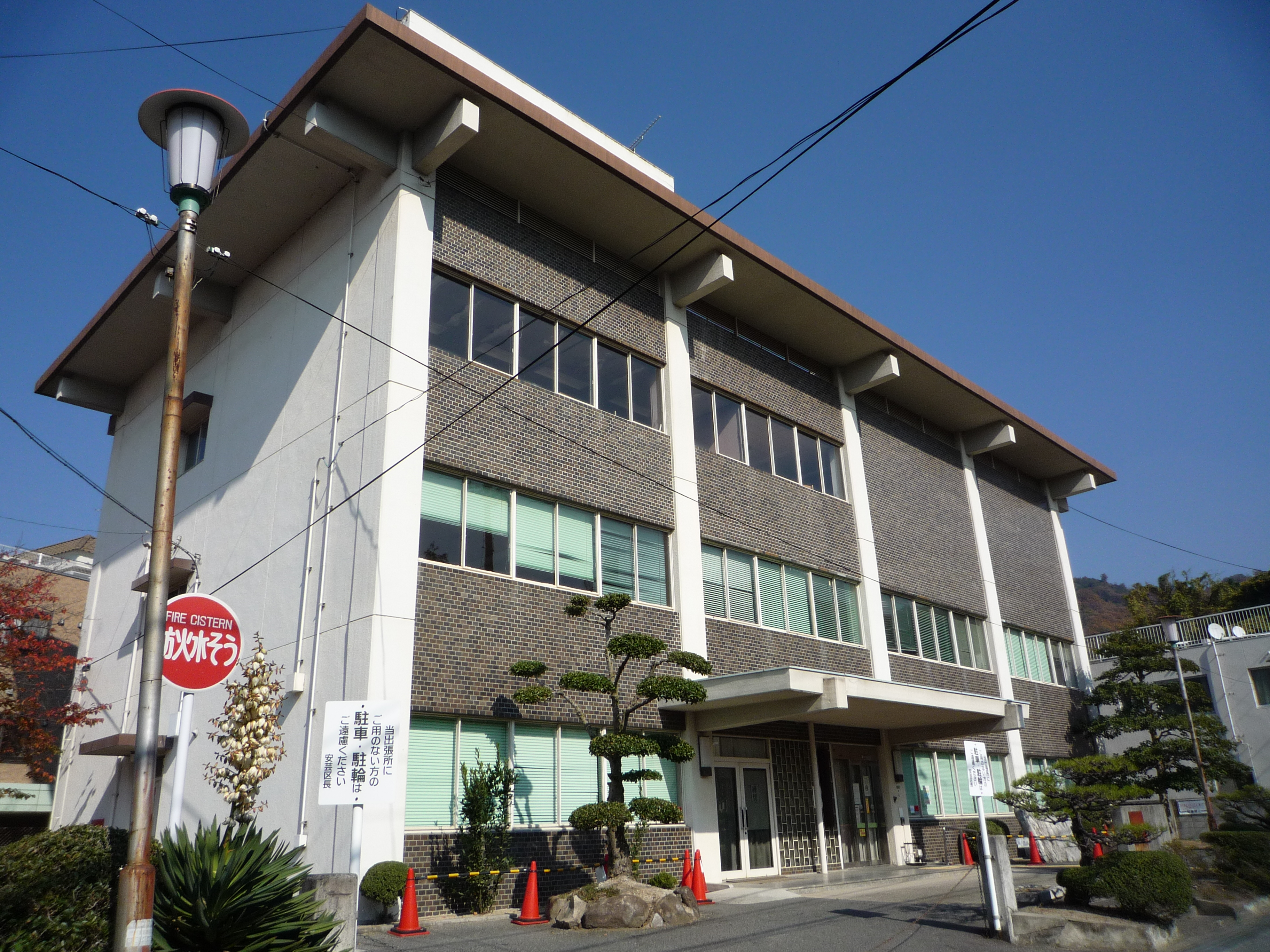
矢野出張所
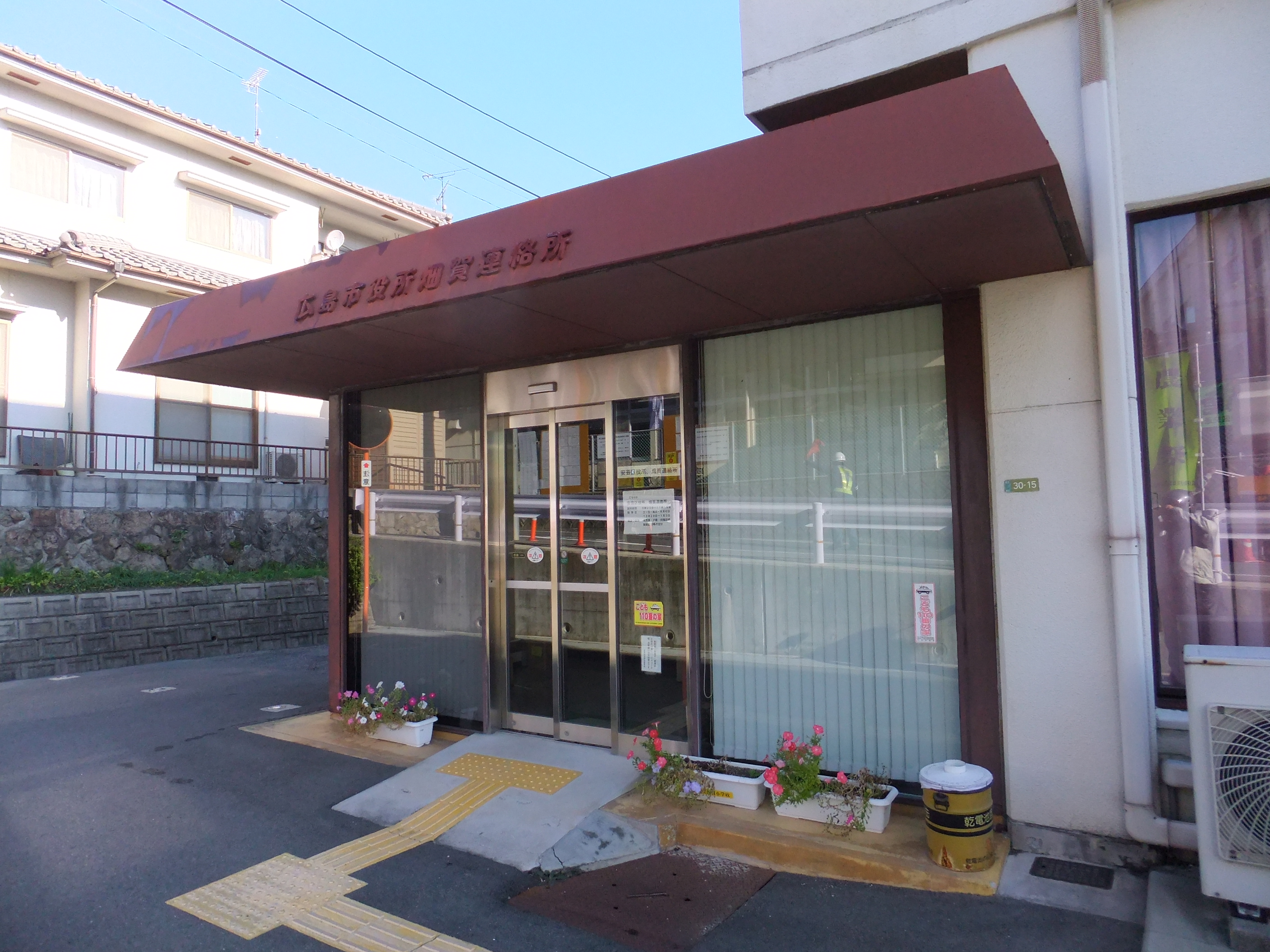
畑賀連絡所

警察
- 区内には警察署はない。区内には以下の交番があり、全て海田警察署管轄である。
  - 船越交番（船越南1丁目）
  - 矢野交番（矢野西4丁目）
  - 中野交番（中野2丁目）
  - 中野東駅前交番（中野5丁目）
  - 瀬野交番（瀬野1丁目）

阿戸地区は熊野交番（熊野町）が管轄。以前は駐在所があったが廃止され、熊野交番管轄になった。
消防
- 広島市消防局
  - 海田町にある安芸消防署の管内になる。

2007年3月31日までは、海田地区消防組合消防本部の管轄であり、広島市内でありながら安芸区のみ広島市消防局の管轄ではなかった。海田地区消防組合消防本部は同日付で解散し、広島市消防局に編入され広島市安芸消防署となった。従って、広島市消防局であるが、安芸郡海田町、熊野町、坂町も管轄下に置くこととなった。

### メディア
- 放送局
  - ちゅピCOM
「安芸ケーブルテレビ」として開局した後合併を重ね、「ふれあいチャンネル」（安芸支局）、「ちゅぴCOMふれあい」（安芸支局）、「ちゅぴCOM」（安芸支局）を経て、現在「ちゅぴCOM」の本社直轄エリアとなる。

### 主要な医療機関
- 安芸市民病院
- 瀬野川病院
- あさだ病院
- 広島東部健診センター
- 松石外科

### その他
- 広島市中央卸売市場 東部市場

## 産業
かもじ（かつら）が、矢野地区で昭和初期まで盛んに生産。全国的に有名だったが、現在は衰退。マツダの工場が近いことより関連会社も多くある。前述のように、広島市中央卸売市場 東部市場もある。

### 安芸区に本社を置く企業
- 安芸矢野ニュータウンCATV組合
- スカイレールサービス
- タカキベーカリー
- マップス
- ロイヤルコーポレーション（広島クレーン学校・ロイヤルドライビングスクール）
- 広島日野自動車

### 安芸区に拠点を置く企業
- 日本製鋼所広島製作所

### デパート・大規模商業施設
以下に記載する商業施設は大規模で広域集客力のある物に限定し、店舗の大まかな説明も記載している。百貨店はサテライト店舗でない物、ショッピングセンターは原則10,000m2以上（参照）としている。ただし、施設が集積しているなどしている場合は、例外的に掲載している場合も有る。
- 区内に大規模な施設は存在しない。

## 教育

### 専門学校
- 日本ウェルネススポーツ専門学校広島校

### 高等学校
公立
- 広島県立安芸南高等学校

### 中学校
公立
- 広島市立瀬野川中学校
- 広島市立阿戸中学校
- 広島市立船越中学校
- 広島市立矢野中学校
- 広島市立瀬野川東中学校

### 小学校
公立
- 広島市立瀬野小学校
- 広島市立みどり坂小学校
- 広島市立中野東小学校
- 広島市立中野小学校
- 広島市立畑賀小学校
- 広島市立阿戸小学校
- 広島市立船越小学校
- 広島市立矢野西小学校
- 広島市立矢野小学校
- 広島市立矢野南小学校

### 幼稚園
| 公立 - 広島市立船越幼稚園（船越） - 広島市立阿戸幼稚園（阿戸） - 広島市立瀬野幼稚園（瀬野） - 広島市立矢野幼稚園（矢野） | 私立 - 矢野みどり幼稚園（矢野） - 中野ルンビニ幼稚園（中野） - ひかり幼稚園（畑賀） |

### 保育園
| 公立 - 広島市立中野保育園（中野） - 広島市立畑賀保育園（畑賀） - 広島市立阿戸保育園（阿戸） - 広島市立船越西部保育園（船越） - 広島市立船越南部保育園（船越） - 広島市立矢野中央保育園（矢野） - 広島市立矢野東保育園（矢野） - 広島市立矢野西保育園（矢野） | 私立 - 光明寺保育園（船越） - 船越町めぐみ保育所（船越） - 矢野みどり保育園（矢野） - 中野めいわ保育園（中野） - のんの・みどり坂保育園（瀬野） - のんの保育園（瀬野） - 上瀬野保育園（瀬野） |

## 交通

### 鉄道
- 西日本旅客鉄道（JR西日本）
  - 山陽本線：瀬野駅 - 中野東駅 - 安芸中野駅
  - 呉線：矢野駅

安芸区のうち、旧船越町の地域には海田市駅（海田町新町）が最寄りである。
その他、山陽新幹線が東広島駅 - 広島駅間で当区を2度通過しているが、すべてトンネル区間である。

#### かつて存在した鉄道路線
- スカイレールサービス
- 広島短距離交通瀬野線（スカイレールみどり坂線、2024年5月1日廃止）：みどり口駅 - みどり中街駅 - みどり中央駅（全線区内）

### バス
芸陽バス が以下の路線を運行している（安芸区内のほぼ全域）。
- 40：（広島バスセンター・広島駅方面） - 入川 - 船越町 - （海田市駅入口・海田小学校前・国信橋） - 貫道橋 - 中野東七丁目 - 瀬野駅 - 宮の前・阿戸・（熊野町 海上側）方面 / （八本松駅方面）
- 41 東雲線：（広島バスセンター・市役所前） - 東部市場前 - 鴻治新田 - （海田小学校前・国信橋方面） - 貫道橋 - 中野東七丁目 - 瀬野駅 - 宮の前
- 6-1,6-2 安芸南線：海田市駅 - 矢野大井（・済生会広島病院・フジグラン安芸）方面
- 6-3,6-5 畑賀線：（海田市駅 - 砂走橋） - 奥畑
- 7-1 榎山線：瀬野駅 - 榎山 - みつぎ団地
- 7-8：阿戸線：瀬野駅 - 宮の前 - 阿戸 - （海上側）
- 7-10：瀬野駅 - 八本松駅方面
- みどり坂タウンバス：瀬野駅北口 - みどり坂方面

広電バス は以下の路線バスを運行している（旧船越町、旧矢野町）。
- 40：（広島バスセンター・広島駅方面） - 入川 - 船越町 - （海田市駅入口） - 神崎 - 矢野出張所 - 鷹の巣 - （熊野町方面）
- 41：（広島バスセンター・市役所前方面） - 矢野新町 - 矢野新町 - 矢野駅入口 - 矢野ニュータウン - （熊野町方面）
- 3：（済生会広島病院前） / 矢野駅前方面 - 矢野ニュータウン - （熊野町方面）

坂町循環バス は安芸区矢野西にある安芸南高校前バス停を経由する。
- 坂町循環バス（坂・北新地線、横浜・北新地線、小屋浦・北新地線）：安芸南高校前 - （坂町役場・坂駅方面）

2003年3月31日までは、ジェイアールバス中国の路線も走っていた。

### 道路
- 一般国道
  - 国道2号：三原市・東広島市方面 - 安芸区（瀬野 - 中野） - 海田町 - 安芸区船越南 - 南区方面
    - 東広島バイパス・新広島バイパス：（西条バイパス・八本松西IC方面） - 上瀬野IC - 瀬野東IC - 瀬野西IC - 中野東IC - 中野IC - （海田東IC - 海田西IC - 海田ランプ） - 安芸区船越南 - （南区方面）

  - 国道31号：海田町 - 安芸区矢野 - 坂町 - 呉市
- 主要地方道
  - 広島県道34号矢野安浦線：安芸区矢野西（国道31号） - 熊野町 - 東広島市黒瀬町 - 呉市安浦町
    - 広島熊野道路（バイパス）：安芸区矢野町 - （熊野トンネル） - 熊野町平谷

  - 広島県道84号東海田広島線：海田町国信（国道2号） - 安芸区畑賀 - （甲越峠） - 府中町方面
  - 広島県道85号下瀬野海田線：海田町国信（国道2号） - 安芸区畑賀 - （水越峠） - 安芸区瀬野町方面
- 県道
  - 広島県道151号府中海田線
  - 広島県道164号広島海田線：海田町大正交差点（国道2号、国道31号） - 安芸区船越南 - 南区・府中町方面
  - 広島県道174号瀬野呉線：安芸区上瀬野（国道2号） - 安芸区阿戸町 - 熊野町 - 呉市
  - 広島県道274号瀬野船越線
  - 広島県道276号矢野海田線（広島南道路）：安芸区矢野新町 - 海田町
  - 広島県道335号津江八本松線：熊野町新宮方面 - 安芸区阿戸町 - 東広島市八本松町吉川方面

## 史跡・歴史的建造物
広島市の文化財(1)　有形文化財：建造物・広島市の文化財(10)　記念物：史跡・広島市の文化財(11)　記念物：名勝・広島市の文化財(12) 記念物：天然記念物・広島市の文化財(13)　登録文化財 より。
- 史跡（県指定）
  - 矢野城跡
  - 官立綿糸紡績工場跡
- 史跡（市指定）
  - 中野砂走の出迎えの松
  - 新宮古墳
- 天然記念物（市指定）
  - 切幡神社の大ケヤキとシイ林

## 安芸区出身の有名人
- 嘯月庵雲僲（日本画家）矢野出身
- 夏目義徳（漫画家）矢野出身
- 細川俊夫（作曲家・指揮者）
- 小早川毅彦（元プロ野球選手・野球解説者）矢野出身
- 山岡泰輔（プロ野球選手）中野出身
- 佐藤康之（元プロサッカー選手）矢野出身
- 茶島雄介（プロサッカー選手）矢野出身
- 森崎浩司（元プロサッカー選手）矢野出身
- 森崎和幸（元プロサッカー選手）矢野出身
- エナミカツミ（イラストレーター）
- 角川博（演歌歌手・タレント）船越出身
- 藤本義彦（国際政治学者）
- 濱田真実（歌手・ボイストレーナー）
- SUEMITSU & THE SUEMITH（シンガーソングライター・作曲家・歌手）
- 宮田昇（漫才）

## 市外局番・郵便番号
- 市外局番は区内全域082になる。
- 郵便番号は以下の通りとなっている。
  - 海田郵便局（海田町）：736-00xx、736-85xx、736-86xx、736-87xx、739-03xx[注釈 2]
  - 熊野郵便局（熊野町）：731-42xx